# Nest Bank
Nest Bank SA (d. Westdeutsche Landesbank Polska SA, WestLB Bank Polska SA, Polski Bank Przedsiębiorczości SA, FM Bank PBP SA) – bank uniwersalny założony w 1995 z siedzibą w Warszawie, kierujący swoją ofertę do klientów indywidualnych oraz biznesowych.

## Historia

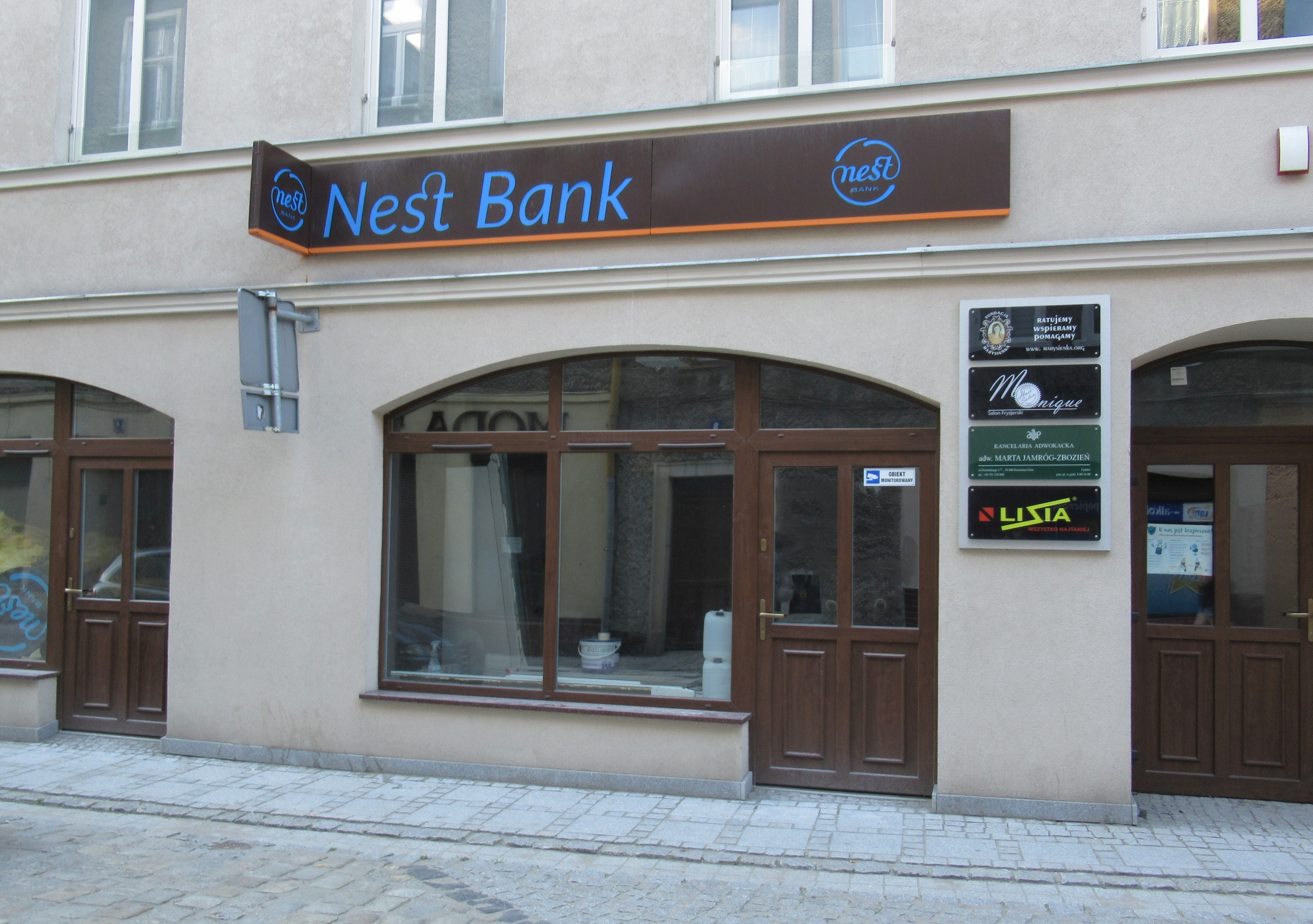
Placówka banku w Kamiennej Górze (2021)

### Westdeutsche Landesbank Polska i WestLB Bank Polska
Założycielem banku był Westdeutsche Landesbank (Europa) AG z siedzibą w Düsseldorfie. Działalność w formie przedstawicielstwa banku zagranicznego rozpoczęła się w 1993, a zezwolenie na rozpoczęcie działalności zostało udzielone przez Narodowy Bank Polski w 1995. W 1994 WestLB włączył się w proces restrukturyzacji polskiego sektora bankowego poprzez nabycie 22,6% Banku Morskiego. W 2003 nastąpiła zmiana nazwy banku na WestLB Bank Polska.
W 2009 WestLB AG zostało zobowiązane przez Komisję Europejską, jako bank korzystający z pomocy publicznej, do ograniczenia swoich aktywów, m.in. poprzez sprzedanie spółek zagranicznych, w tym polskiej.

### Polski Bank Przedsiębiorczości
W marcu 2010 została zawarta przedwstępna umowa sprzedaży akcji WestLB Bank Polska S.A. pomiędzy niemieckim WestLB AG a konsorcjum, w skład którego weszły: fundusz Abris Capital Partners, jako inwestor większościowy, oraz Internetowy Dom Maklerski. W październiku 2010 Komisja Nadzoru Finansowego zgodziła się na tę transakcję. W grudniu transakcja sprzedaży została przeprowadzona, a instytucja zmieniła nazwę na Polski Bank Przedsiębiorczości S.A. (PBP). W lipcu 2012 Abris Capital Partners odkupił od IDM SA mniejszościowy pakiet akcji i stał się jedynym właścicielem banku.
W 2012 PBP rozpoczął obsługę klientów indywidualnych oferując depozyty.

### FM Bank PBP
W konsekwenci objęcia większościowego pakietu akcji FM Banku przez Abris Capital Partners, w marcu 2013 roku PBP i FM Bank S.A. złożyły do Komisji Nadzoru Finansowego wniosek o wydanie zgody na połączenie obu banków. Nowy bank zaczął działać 1 lipca 2013 jako FM Bank PBP S.A.
W latach 2013–2015 członkiem zarządu, a od 2014 prezesem zarządu banku był Sławomir Lachowski. Był on odpowiedzialny m.in. za przygotowanie i uruchomienie w 2014 marek handlowych Bank Smart i BIZ Bank, oferującej produkty i usługi bankowe wyłącznie za pomocą bankowości elektronicznej i mobilnej.

### Nest Bank
W październiku 2016 FM PBP zmienił nazwę na Nest Bank, która zastąpiła dwie dotychczas funkcjonujące marki handlowe Bank Smart i BIZ Bank. Nazwa ma symbolizować bezpieczeństwo i zaufanie. Bank swoją strategię opiera o produkty bankowe kierowane do rodzin oraz mikrofirm.
W 2018 bank rozpoczął świadczenie usług faktoringowych poprzez spółkę zależną Faktoria sp. z o.o.
W kwietniu 2022 bank przeprowadził rebranding, pozostając przy dotychczasowej nazwie. Bank ogłosił nową strategię skoncentrowaną na obsłudzie klientów indywidualnych oraz małych i średnich przedsiębiorstw. Posiada 183 placówki w 181 miastach w Polsce. Właścicielem banku jest fundusz private equity AnaCap Financial Partners LLP z siedzibą w Wielkiej Brytanii, posiadający 100% udziałów. 

## Wybrane nagrody i wyróżnienia

### FM Bank PBP
- Brązowe Godło QI w konkursie Najwyższa Jakość Quality International 2014
- Innowator „Wprost” 2014 w kategorii finanse[21]
- Wyróżnienie w konkursie Lider Informatyki Instytucji Finansowych 2014 w kategorii Kredyt On-Line, Lider Informatyki Instytucji Finansowych 2014[22]
- Nominacja do nagrody Mobile Trends Awards w 2015[23]
- Lider Bankowości w kategorii „Najciekawsza innowacja dla banku” w 2015[24]
- Srebrne Godło QI w konkursie Najwyższa Jakość Quality International 2015
- Dwie nominacje w konkursie BAI-Finacle Global Banking Innovation 2015 w kategoriach Product and Service Innovation oraz Most Innovative Community-Based Banking Organization[25]

### Nest Bank
- Najtańsze Konto Osobiste 2018 – Ranking roczny Bankier.pl[26]
- Najtańsze Konto Firmowe 2018 – Ranking roczny Bankier.pl[26]
- Najlepsza Lokata Bankowa na 3 Miesiące 2018 – Ranking roczny Bankier.pl[26]
- Najlepsza Lokata Bankowa na 6 Miesięcy 2018 – Ranking roczny Bankier.pl[26]
- Laur Pośredników Finansowych 2018
- Najtańsze Konto Osobiste 2017 – Ranking roczny Bankier.pl[27]
- Najtańsze Konto Firmowe 2017 – Ranking roczny Bankier.pl[27]

## Zarząd[28]
- Piotr Kowynia – prezes zarządu
- Janusz Mieloszyk – pierwszy wiceprezes zarządu, Pion Finansowy (CFO)
- Karolina Mitraszewska – wiceprezes zarządu, Pion Operacji, Logistyki, Transformacji i IT (COO)
- Magdalena Zajkowska – wiceprezes zarządu, Pion Komunikacji i HR (CHRO)
- Robert Milewski – wiceprezes zarządu, Pion Ryzyka (CRO)